# Hemmen i den nya världen
Hemmen i den nya världen är en reseskildring av Fredrika Bremer, där hon skildrar sina intryck och iakttagelser under sin långa resa genom USA. Bremer beskriver bland annat en slavauktion i sydstaterna.
Reseskildringen utkom 1853-54. Ett urval utgavs i Det unga Amerika 1927.